# Morophagoides burkerella
Morophagoides burkerella är en fjärilsart som beskrevs av August Busck 1904. Morophagoides burkerella ingår i släktet Morophagoides och familjen äkta malar. Inga underarter finns listade i Catalogue of Life.